# Heiligenschein

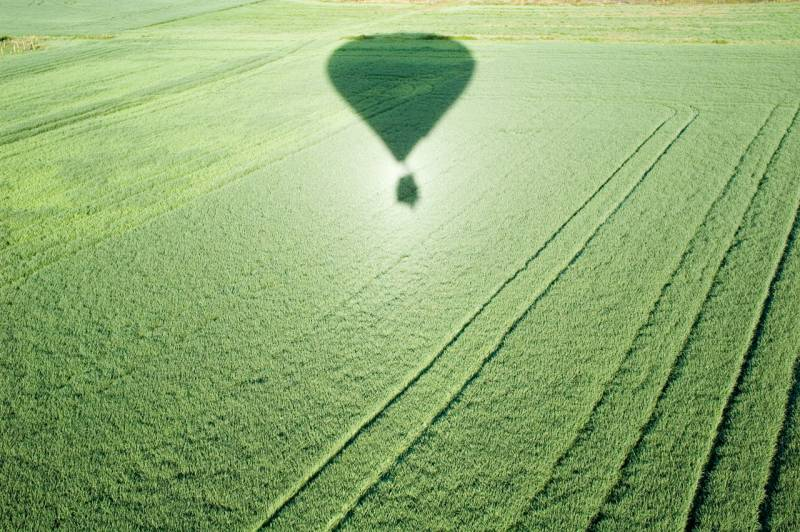
Heiligenschein, ou hotspot, em torno da sombra de um balão de ar quente lançado sobre um campo de plantações em pé (Oxfordshire, Inglaterra)

Heiligenschein (alemão para "halo") é um fenômeno óptico que cria um ponto brilhante ao redor da sombra da cabeça do observador, semelhante a um halo.
Durante as manhãs claras, pode acontecer que um halo luminoso chamado Heiligenschein seja visível ao redor da cabeça das pessoas. Isso ocorre quando uma superfície (geralmente gramada) está coberta de orvalho e as gotículas são dispostas para focar uma imagem ampliada do Sol nas folhas da grama, que se reflete na figura oposta à grama criando um halo luminoso ao seu redor. Semelhante é o fenômeno do halo na água, que ocorre quando uma superfície aquosa ondulada concentra os raios do Sol, criando raios de luz que irradiam da sombra da cabeça do observador. Também é ocasionalmente conhecido como halo de Cellini, em homenagem ao artista e escritor italiano Benvenuto Cellini (1500–1571), que descreveu o fenômeno em suas memórias em 1562.
Gotículas de orvalho quase esféricas atuam como lentes para focar a luz na superfície atrás delas. Quando essa luz se espalha ou reflete nessa superfície, a mesma lente focaliza novamente a luz na direção de onde ela veio. Esta configuração é semelhante a um retrorrefletor olho de gato. No entanto, o retrorrefletor olho de gato precisa de um índice de refração de cerca de 2, enquanto a água tem um índice de refração muito menor, de aproximadamente 1,33. Isto significa que as gotas de água focam a luz em cerca de 20% a 50% do diâmetro além da superfície posterior da gota. Quando as gotas de orvalho são suspensas nos tricomas aproximadamente a esta distância da superfície de uma planta, a combinação de gota e planta atua como um retrorrefletor. Qualquer superfície retrorrefletiva é mais brilhante ao redor do ponto antisolar.